# Тумма, Гергей
Ге́ргей Ту́мма (словац. и венг. Gergely Tumma; род. 10 февраля 2000, Галанта, Трнавский край) — словацкий футболист, защитник клуба «ВиОн».

## Футбольная карьера
Гергей — уроженец Галанты, города на юго-западе Словакии. Футболом начал заниматься в «Словане», команде из родного города, выступающей в третьей словацкой лиге. В 2013 году перебрался в академию трнавского «Спартака», воспитанником которой он является. Летом 2019 года отправился в аренду сроком на один сезон в новосозданный клуб «Кошице», выступающий в первой лиге Словакии. Дебютировал за него 24 августа 2019 года в поединке против второй команды «Жилины». Всего Гергей провёл за Кошице 9 встреч.
В сезоне 2020/21 Гергей стал игроком основы «Спартака». Дебютировал в чемпионате Словакии 8 августа 2020 года поединком против «Земплина», выйдя в стартовом составе и проведя на поле весь матч. Уже во второй своей игре против «Погронья» забил дебютный гол в профессиональном футболе.
Является игроком молодёжной сборной Словакии. Дебютировал за неё 12 ноября 2020 года в поединке против сверстников из Грузии.